# Diego Zúñiga
Diego Eduardo Zúñiga Henríquez (Iquique, 17 de agosto de 1987) es un escritor, editor y periodista chileno, galardonado con varios premios en su país y seleccionado en 2017 por el Hay Festival como uno de los 39 mejores escritores latinoamericanos de ficción menores de 40 años  y en 2021 por la revista británica Granta como uno de los mejores 25 escritores jóvenes en lengua española menores de 35 años. 

## Biografía
Zúñiga pasó su infancia en Iquique, su ciudad natal, hasta que a mediados del año 2000 su familia se trasladó a Santiago. Ingresó entonces en el Instituto Presidente Errázuriz. Cuando estaba terminando la secundaria, Zúñiga, que había comenzado a escribir ficción a los 16 años, se inscribió en un taller literario de la Corporación Cultural Balmaceda Arte Joven (Balmaceda 1215), en el que tuvo como profesor a Luis López-Aliaga. Estudió periodismo en la Universidad Católica e hizo la práctica en la Revista de Libros de El Mercurio.
En el taller de López-Aliaga nacieron las primeras variantes de relatos con los que sería galardonado —como «Perdidos» o «Lorrie Moore le lee un cuento a Catalán»—, así como de su novela inédita Malasia, que finalizó en sus años de estudiante universitario y con la que ganó el Joven Roberto Bolaño 2008. A pesar de este éxito, Zúñiga ha dicho que esa obra "no se va a publicar nunca, porque es muy adolescente"; es de "esos libros en donde se pagan deudas, por eso está plagada de Bolaño".

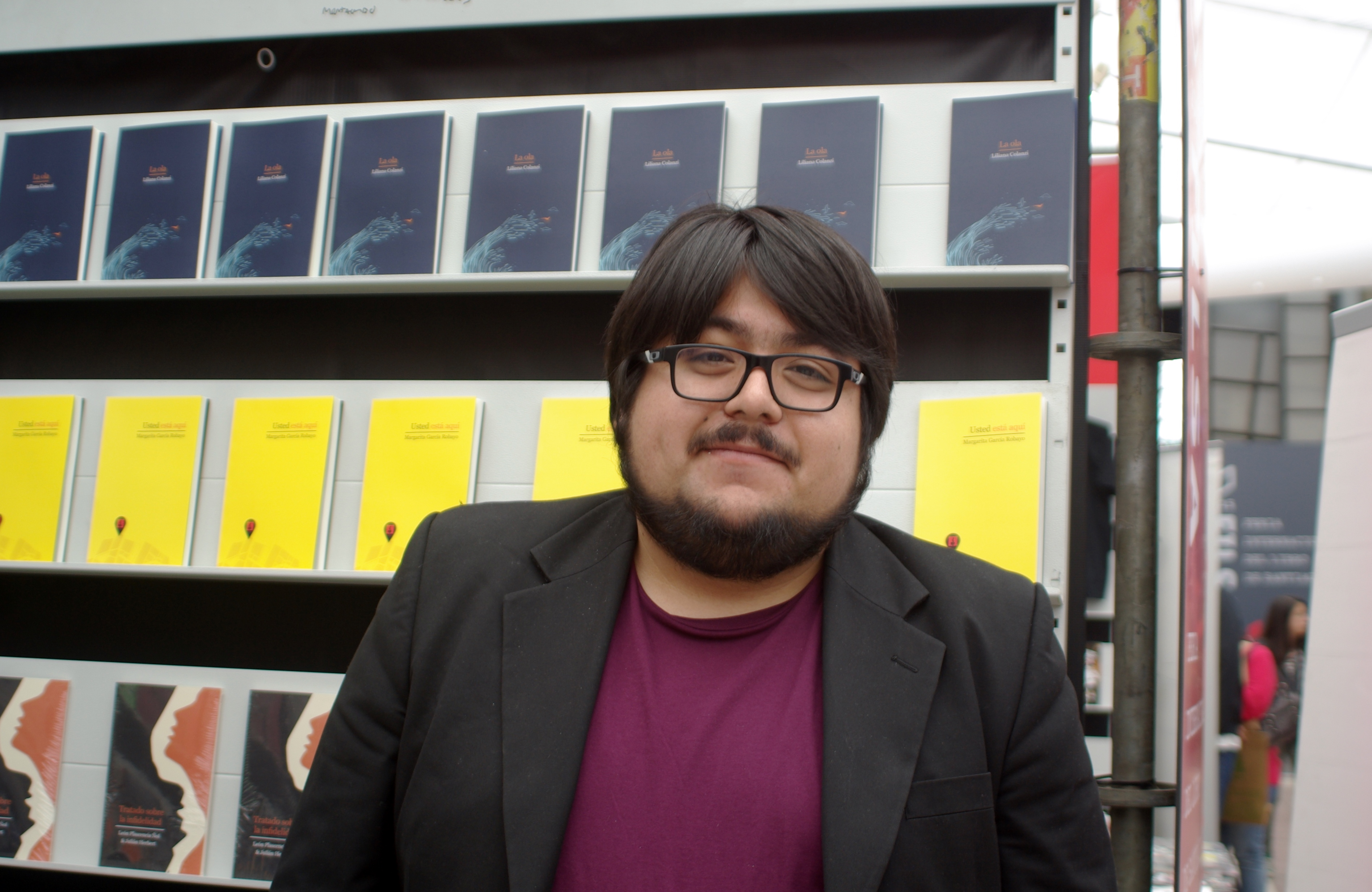
Zúñiga en el stand de la editorial Montacerdos durante la FILSA 2015

En noviembre de 2009 publicó Camanchaca (La Calabaza del Diablo), novela que con la que debutaría. En ella cuenta el viaje que emprenden un padre con su hijo para curar los dientes de este. Es el viaje a la ciudad natal del muchacho, Iquique, a la infancia y a sus recuerdos. Con este libro Zúñiga —que lo definió como "el ejercicio de narrar la infancia"— obtuvo el premio Juegos Literarios Gabriela Mistral 2009. La novela obtuvo un éxito de crítica, lo que produjo que en 2012 Literatura Random House decidió reeditarla y distribuirla por todo Hispanoamérica. La novela ha sido traducida al inglés, francés, alemán, italiano, neerlandés, checo y turco, y ha recibido elogios de autores como Emmanuel Carrère.    
Vino después Racimo (Premio Mejores Obras Literarias 2013 del Consejo Nacional de la Cultura y las Artes), basada en el caso de Alto Hospicio, del asesino en serie Julio Pérez Silva, un sicópata que violó y asesinó a 12 niñas y dos mujeres adultas entre 1998 y 2001. El libro recibió diversas críticas tanto en Chile como en el extranjero, entre las que destacan las palabras que le dedicó la escritora Gabriela Cabezón Cámara: "Zúñiga tiene claro que no hay hechos que puedan calificarse de policiales a secas y construye con precisión -uno siente y piensa que conoce el lugar mientras lo lee- y belleza el mundo oscuro de Alto Hospicio".   
Su primera recopilación de relatos salió en 2016, Niños héroes, titulado por el cuento central del libro que contiene 10 textos, entre los que figura el mencionado «Lorrie Moore…». El libro apareció en la lista larga de los finalistas del Premio Hispanoamericano de Cuento Gabriel García Márquez 2017.
Es uno de los fundadores de la editorial chilena Montacerdos, y ha sido incluido en antologías entre las que figuran Los mejores cuentos chilenos del siglo XXI (2012) y Selección chilena (2016); ha colaborado en diferentes publicaciones (Rolling Stone Chile, Km Cero, de su alma mater, Qué Pasa, etc.), condujo el programa literario Snob en la radio de la Universidad Catolíca y administró el blog Putasasesinas; dirigió la revista literaria 60Watts y ha sido traducido a varios idiomas (entre ellos, al francés, inglés, italiano).
En 2017 fue seleccionado por el Hay Festival como uno de los 39 mejores escritores latinoamericanos de ficción menores de 40 años; la lista fue anunciada durante la Feria Internacional del Libro de Bogotá y decidida por Darío Jaramillo (Colombia), Leila Guerriero (Argentina) y Carmen Boullosa (México) a partir de más de 200 postulantes presentados por los seleccionados en 2007 y por editoriales del continente. Zúñiga fue uno de los cuatro escritores hombres chilenos seleccionados.
En 2019 publicó un perfil de la escritora chilena María Luisa Bombal titulado María Luisa Bombal. El teatro de los muertos, en Ediciones UDP, considerada una "concisa y fina biografía".
En 2021 fue seleccionado por la revista Granta como uno de los 25 mejores escritores jóvenes en español.
En 2023 publicó Tierra de campeones, publicada por Random House e integró en 2024 el catálogo de Mapa de Lenguas de esa editorial, por lo que fue publicada en varios países del continente y en España. Este mismo año fue traducida al italiano. En ese país ha recibido una entusiasta acogida de lectores y crítica.

## Obras
- Camanchaca, novela, La Calabaza del Diablo, Santiago, 2009 (Literatura Random House, 2012)
- Racimo, Literatura Random House, Santiago 2014
- Soy de Católica, libro de fútbol; Lolita editores, Santiago, 2014
- Niños héroes, cuentos, Literatura Random House, Santiago, 2016. Contiene 10 relatos:
  - «La ciudad de los niños»; «Un mundo de cosas frías»; «Omega»; «El lenguaje de los pájaros»; «Lorrie Moore le lee un cuento a Catalán»; «Tierra de campeones»; «Niños héroes»; «Cabezas negras»; «Montevideo»; y «La tierra baldía»
- El teatro de los muertos, Ediciones UDP, Santiago, 2019, perfil/biografía de la escritora chilena.
- Tierra de campeones, Random House, Santiago, 2023.

## Premios y reconocimientos
- Primer lugar en el concurso Cuentos de Campus (Universidad Católica) con «Perdidos»
- Finalista en el concurso de cuentos Novísima Narrativa Breve Hispanoamericana 2008 (Unión Latina y Random House Mondadori) con «Lorrie Moore le lee un cuento a Catalán»
- Premio a la Creación Literaria Joven Roberto Bolaño 2008
- Beca de creación literaria del Consejo Nacional de la Cultura y las Artes (2008)
- Premio Juegos Literarios Gabriela Mistral 2009 por Camanchaca
- Seleccionado como uno de los 100 jóvenes líderes chilenos (revista Sábado de El Mercurio, 2009)[6]
- Premio Nacional de Revistas, MAGs 2012 (categoría Cultura)
- Beca de creación literaria del Consejo Nacional de la Cultura y las Artes (2013)
- Premio Mejores Obras Literarias 2013 del Consejo Nacional de la Cultura y las Artes, categoría novela inédita, por Racimo
- Premio Periodismo de Excelencia 2013 (Universidad Alberto Hurtado)
- Seleccionado por el Hay Festival como uno de los 39 mejores escritores latinoamericanos de ficción menores de 40 años (2017)
- Finalista del Premio Municipal de Literatura de Santiago 2017 con Niños héroes[23]
- Seleccionado por la revista Granta como uno de los 25 mejores escritores hispanoamericanos menores de 35 años (2021)